# Austrosteenisia blackii
Austrosteenisia blackii är en ärtväxtart som först beskrevs av Ferdinand von Mueller, och fick sitt nu gällande namn av R.Geesink. Austrosteenisia blackii ingår i släktet Austrosteenisia och familjen ärtväxter. Inga underarter finns listade i Catalogue of Life.

## Bildgalleri

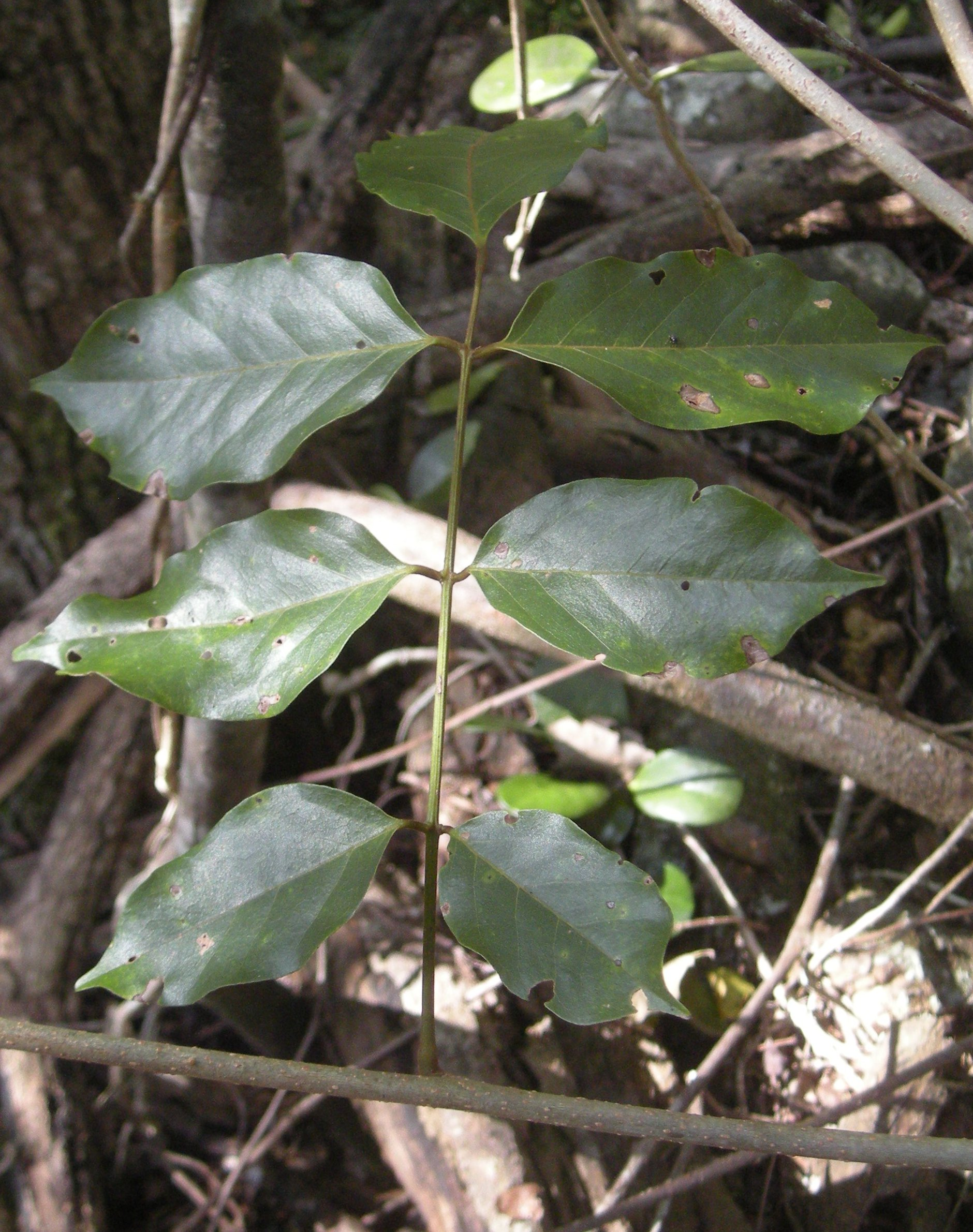